# Paul Schiller (Schiedsrichter)

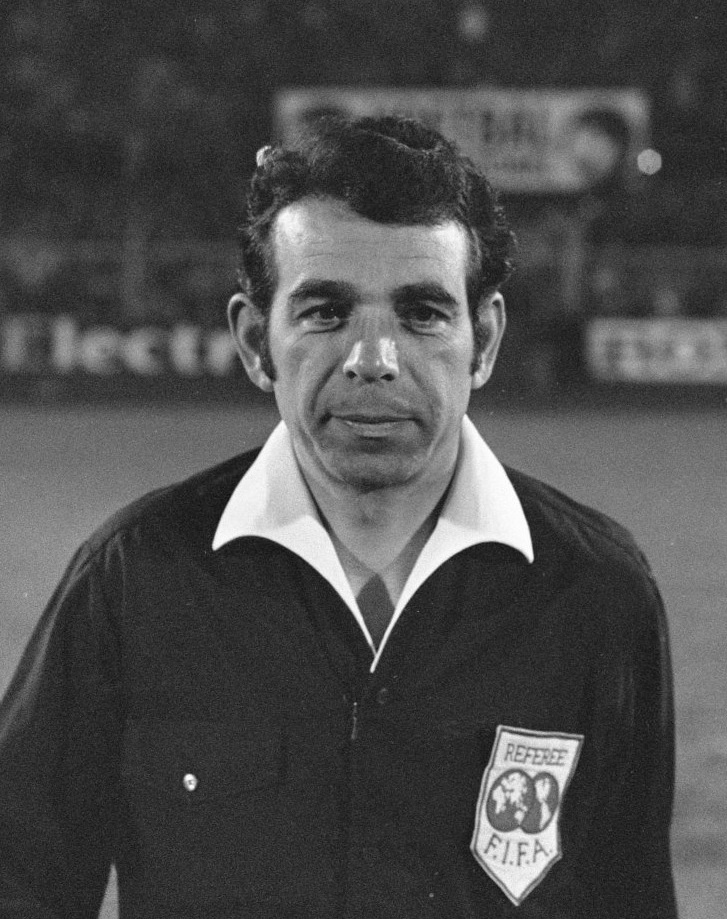
Paul Schiller (1970)

Paul Schiller (* 13. März 1928 in Wien; † 18. März 2023) war ein österreichischer Fußballschiedsrichter.

## Sportlicher Werdegang
Schiller legte 1954 seine Schiedsrichterprüfung ab und wurde alsbald Schiedsrichter der Staats- bzw. Nationalliga A. 1964 wurde er FIFA-Schiedsrichter und leitete anschließend auf internationaler Ebene Fußballspiele, etwa im Europapokal oder Länderspiele. Bereits kurz zuvor war er im internationalen Einsatz gewesen, als er zusammen mit seinem Landsmann Josef Alfred Stoll im türkischen Pokalwettbewerb 1962/73 Hin- bzw. Rückspiel im Interkontinentalen Derby zwischen Fenerbahçe Istanbul und Galatasaray Istanbul geleitet hatte. Im österreichischen Pokal 1971/72 war er im Hinspiel zwischen Wiener Sport-Club und SK Rapid Wien im Einsatz, das Rückspiel unterlag der Leitung von Adolf Mathias. 
Im Europapokal der Pokalsieger 1969/70 stand Schiller erstmals auf großer internationaler Bühne, als er im „heimischen“ Praterstadion das Finalspiel zwischen Manchester City und Górnik Zabrze leitete. Zwei Jahre später pfiff er das Spiel um den dritten Platz bei dem auch als „Mini-WM“ bezeichneten Einladungsturnier Taça Independência zur 150-Jahr-Feier der Unabhängigkeit Brasiliens zwischen Jugoslawien und Argentinien. Wiederum zwei Jahre später war er bei der U-23-Europameisterschaft 1974 aktiv: Nachdem der Franzose Michel Kitabdjian das Hinspiel zwischen DDR-Auswahl und Ungarn geleitet hatte, stand er beim den Titelgewinn bringenden 4:0-Erfolg der Magyaren als Unparteiischer auf dem Platz. In den folgenden beiden Jahren bis zu seinem altersbedingten Karriereende 1976 war er bei verschiedenen internationalen bedeutenden Spielen im Einsatz. So leitete er im UEFA-Pokal 1974/75 das Rückspiel zwischen Borussia Mönchengladbach und Twente Enschede, in dem der deutsche Klub mit einem 5:1-Auswärtssieg im Stadion Het Diekman den Titel holte. Im folgenden Jahr leitete er das Endspiel um die Asienmeisterschaft 1976. Später war er bei den Olympischen Spielen 1976 im Einsatz, sein Abschiedsspiel war das Rückspiel um den UEFA Super Cup im selben Jahr. Im heimischen Park Astrid besiegte RSC Anderlecht den FC Bayern München mit 4:1 und holte den europäischen Titel. Viermal leitete er zudem das Endspiel im Mitropapokal.
Als Funktionär blieb Schiller anschließend auf nationaler Ebene sowie bei der UEFA dem Schiedsrichterwesen erhalten. Er gehört zu den Mitgliedern des ÖFB-Legenden-Klubs.